# 承天寨军城遗址
承天寨军城遗址，位于山西省阳泉市平定县娘子关镇城西村北紫金山顶，已列为山西省文物保护单位。

## 保护
2021年8月4日，承天寨军城遗址由山西省人民政府公布为第六批山西省文物保护单位，编号6-11。